# Pułk Alpejski „Togliamento”
Pułk Alpejski „Togliamento” (wł. Reggimento Alpini "Tagliamento") – jednostka wojskowa Sił Zbrojnych RSI podczas II wojny światowej.

## Historia
Pułk został sformowany 17 września 1943 r. w Udinese pod nazwą Reggimento Volontari Friulani „Togliamento”. Powstał z inicjatywy ministra sprawiedliwości Piero Pisentiego.  Na jego czele stanął płk Ermacora Zuliani. Liczył ok. 1,6 tys. ludzi. Został skierowany na granicę z okupowaną Jugosławią, gdzie walczył z partyzanckim IX Korpusem w rejonie Tolmino i Val Baĉa. Ponadto ochraniał drogi prowadzące do Udinese. W lutym 1944 r. został przeniesiony w rejon Tolmino – Monte Spino – Kanał Isonzo. W kwietniu jednostka otrzymała nazwę Pułk Alpejski „Tagliamento”. W tym czasie zintensyfikowały się walki z partyzantami jugosłowiańskimi Josipa Broz Tity. W kwietniu 1945 Włosi walczyli w okolicy Cividale del Friuli. Pod koniec miesiąca bronili Udinese przed atakami alianckich oddziałów nowozelandzkich, poddając się 30 kwietnia. Pułk stracił ogółem 720 zabitych i zaginionych, 608 rannych i 45 zabitych po zakończeniu działań wojennych.

## Skład organizacyjny
- 1 Batalion Alpejski „Isonzo”
- 2 Batalion Alpejski „Vipacco”
- 3 Batalion Bersalierów „Natisone”